# Степанец, Олег Викторович
Олег Викторович Степанец (1941-2011) – российский учёный в области морской геоэкологии, доктор технических наук, лауреат Государственной премии СССР (1983).

## Биография
Родился во Владивостоке в семье служащих.
Окончил Ленинградский государственный университет (1958—1964) по специальности «радиохимия» (1964), работал инженером в НИИТВЭЛ Минатома.
В ГЕОХИ РАН: аспирант (1967—1970), младший и старший научный сотрудник, с 1986 г. ведущий научный сотрудник, с 1988 г. заведующий лабораторией морской геоэкологии, с 2010 г. начальник отдела морских исследований.
В 1971 г. защитил кандидатскую, в 1994 г. — докторскую диссертацию.
Область научных интересов — радиоэкологическое состояние морской среды, особенности распределения и пути миграции радионуклидов и химических элементов в различных акваториях Арктического бассейна.
Возглавлял серию экспедиций в Карское море.
Автор более 200 научных работ, в том числе монографии.
Лауреат Государственной премии СССР (1983). Награждён медалями «850-летие Москвы», «300 лет Российского Флота».
Сочинения:
- Предварительные результаты экологогеохимического исследования Арктических морей России (по материалам 22-го рейса НИС «Академик Борис Петров» / Э.М. Галимов, Н.П. Лаверов, О.В. Степанец, Л.А. Кодина // Геохимия. 1996. - № 7. - С. 579-597.
- Галимов Э.М., Кодина Л.А., Степанец О.В., Коробейник Г.С. Биогеохимия Российской Арктики. Карское море. Результаты исследований по проекту SIRRO 1995-2003 гг. Геохимия. 2006.,№11, с. 1139-1191.